# Гарленд (Юта)
Гарленд (англ. Garland) — місто (англ. city) в США, в окрузі Бокс-Елдер штату Юта. Населення — 2589 осіб (2020).

## Географія
Гарленд розташований за координатами 41°44′11″ пн. ш. 112°9′47″ зх. д. / 41.73639° пн. ш. 112.16306° зх. д. (41.736380, -112.162920).  За даними Бюро перепису населення США в 2010 році місто мало площу 4,89 км², уся площа — суходіл.

## Демографія
Згідно з переписом 2010 року, у місті мешкало 2400 осіб у 730 домогосподарствах у складі 588 родин. Густота населення становила 491 особа/км².  Було 772 помешкання (158/км²).
Расовий склад населення:
| - 91,1 % — білих - 1,5 % — азіатів - 0,5 % — корінних американців - 0,1 % — чорних або афроамериканців - 4,9 % — осіб інших рас |

До двох чи більше рас належало 1,8 %. Частка іспаномовних становила 10,0 % від усіх жителів.
За віковим діапазоном населення розподілялося таким чином: 37,6 % — особи молодші 18 років, 52,8 % — особи у віці 18—64 років, 9,6 % — особи у віці 65 років та старші. Медіана віку мешканця становила 27,2 року. На 100 осіб жіночої статі у місті припадало 100,2 чоловіків;  на 100 жінок у віці від 18 років та старших — 97,6 чоловіків також старших 18 років.
Середній дохід на одне домашнє господарство  становив 57 143 долари США (медіана — 51 667), а середній дохід на одну сім'ю — 63 172 долари (медіана — 59 621). Медіана доходів становила 45 870 доларів для чоловіків та 35 577 доларів для жінок. За межею бідності перебувало 10,4 % осіб, у тому числі 12,7 % дітей у віці до 18 років та 7,3 % осіб у віці 65 років та старших.
Цивільне працевлаштоване населення становило 945 осіб. Основні галузі зайнятості: виробництво — 37,7 %, освіта, охорона здоров'я та соціальна допомога — 15,6 %, роздрібна торгівля — 11,6 %.